# Remedium
Remedium, de son vrai nom Christophe Tardieux, est un auteur français de bande dessinée né en 1981, originaire de Seine-Saint-Denis.

## Biographie
Remedium est professeur des écoles en Seine-Saint-Denis depuis 2005.

## L'affaireTiti Gnangnan
En juillet 2014, Remedium lance Titi Gnangnan, une bande dessinée publiée sous forme de daily strip sur Tumblr. Le personnage principal, maire nouvellement élu de la commune fictive d'Alba-Villa, est inspiré par le maire LR du Blanc-Mesnil, Thierry Meignen. En juillet 2015, Meignen menace de porter plainte pour diffamation contre le dessinateur en plaidant que « la caricature ne peut être la forme déguisée de l'insulte et de la diffamation. » En août 2015, le dessinateur, qui, en tant qu'enseignant, est logé dans un logement conventionné de la commune, reçoit un courrier de la mairie exigeant son départ au 31 octobre.
Par un jugement d'octobre 2016, le tribunal administratif de Montreuil annule la décision du maire Thierry Meignen de ne pas renouveler son bail, mettant en avant un « détournement de pouvoir » de l'édile et condamne la municipalité à verser 1 000 € au dessinateur, au titre des frais d'avocats.

## Cas d'école
Cas d'école - Histoires d'enseignants ordinaires est une bande dessinée de Remedium parue le 2 septembre 2020, dont plusieurs épisodes ont été prépubliés sur Mediapart. En octobre 2020, au lendemain de l'assassinat de Samuel Paty et d'un discours sur la liberté d'expression, Jean-Michel Blanquer menace par le biais de ses avocats le site d'un procès s'il ne retire pas un épisode qui retrace son parcours personnel.
L'auteur accepte à la demande d'Edwy Plenel de caviarder l'une des cases de l'épisode paru sur le site afin d'éviter à Mediapart la charge d'un procès. Ce caviardage ne s'applique toutefois pas au livre, dont les dessins et le texte restent inchangés.
Agnès Tricoire, avocate à l'origine de l'Observatoire de la liberté de création de la Ligue française des droits de l'Homme, estime que la pression exercée par Jean-Michel Blanquer va à l'encontre du droit, notant que « la question principale ici est celle de l'intérêt général et du droit du public à être informé, droit essentiel dans une société démocratique. Or il a déjà été jugé que ce droit peut porter sur des aspects de la vie privée de personnalités politiques lorsqu'ils viennent éclairer son action politique ». Elle ajoute que « la bande dessinée n'a pas seulement un but de divertissement, elle contribue à la variété de l'information disponible au public ».

## Publications

### Bandes dessinées
- Isidore et Simone, Juifs en résistance, avec Simon Louvet, Éditions Ouest-France, 2023  (ISBN 978-2737388910)
- Cas de force majeure - Histoires de violences policières ordinaires, Éditions Stock, 2022  (ISBN 978-2234092990)[6]
- Adam - L'attraction du pire, La Boîte à Pandore, 2021
- Cas d'école - Histoires d'enseignants ordinaires, Éditions des Équateurs, 2020  (ISBN 978-2-84990-751-1)[7]
- Les Contes noirs du chien de la casse, Des ronds dans l'O, 2017  (ISBN 978-2-37418-041-0)[8]
- Titi Gnangnan, comic strip publié sur Tumblr[9]
- Obsidion, chronique d'un embrasement volontaire, L'Esprit Frappeur, 2011  (ISBN 9-782844-052551)[10]

### Livres pour enfants
- L'Arbre à Palabres, Des ronds dans l'O, 2020  (ISBN 978-2374180823)
- L'enfant qui ne voulait pas apprendre à lire, Des ronds dans l'O, 2019  (ISBN 978-2374180663)
- Adama, l'étrange absence d'un copain de classe, Zoom éditions, 2014  (ISBN 978-2919934942)

### Récits courts dans des revues, magazines et journaux
- Danger à la récré, in J'aime Lire Max, n° 302, Bayard Presse, 2024.
- Cas d'école - L'histoire de Jean, in 64_Page, n° 16, 180° éditions, 2019.
- Onze minutes, in Nos murs, leurs vies, 180° éditions, avec la Coordination Semira Adamu, 2018.
- Les P'tits Dup, in 64_Page, n° 10, 180° éditions, 2017.
- L'Esprit du jeu, in 64_Page, n° 8, 180° éditions, 2016.
- Trom-à, in 64_Page, n° 4, 180° éditions, 2015.
- Le tison de discorde (Obsidion 2015), in  Libération, n° 10 710, 26 octobre 2015.
- La Troisième mort, in M-BD, n° 1 à 4, 2013.
- Kennedy, in Qui veut tuer le président ?, collectif, éd. Onapratut, 2007[11].
- Giordano Bruno, in Qui est dieu (et pourquoi) ?, collectif, éd. Onapratut, 2005.

### Articles
- " Tillieux, le polar en cases", in 64_Page, n° 22, 180° éditions, 2022.
- "Dessiner Jack London", in 64_Page, n° 21, 180° éditions, 2021.
- "Thibaut Lambert, voyageur émotionnel", in 64_Page, n° 13, 180° éditions, 2018.
- "Tomi Ungerer, la solitude et la subversion", in 64_Page, n° 11, 180° éditions, 2017.
- "L'éveil internationaliste de  Vaillant", in 64_Page, n° 9, 180° éditions, 2017.
- "Une pluie nocturne avant le calvaire", in 64_Page, n° 8, 180° éditions, 2016.
- "Réagir et montrer la voie : le concept du héros  Vaillant", in  Gavroche, n° 164, 2010[12].
- "Le regard sur le monde de  Vaillant : une lente prise de conscience internationaliste", in  Gavroche, n° 163, 2010.